# 6128 Lasorda
6128 Lasorda eller 1989 LA är en asteroid i huvudbältet som upptäcktes 3 juni 1989 av den amerikanske astronomen Eleanor F. Helin vid Palomar-observatoriet. Den är uppkallad efter den amerikanska basebolltränaren Tommy Lasorda.
Asteroiden har en diameter på ungefär 11 kilometer.